# S/2004 S 26
S/2004 S 26 (auch Saturn LVIII) ist einer der kleineren äußeren Monde des Planeten Saturn. Er ist einer der äußersten bekannten Saturnmonde.

## Entdeckung und Benennung
S/2004 S 26 wurde am 12. Dezember 2004 durch die Astronomen Scott Sheppard und David Jewitt (University of California) sowie Jan Kleyna (University of Hawaiʻi) auf Aufnahmen entdeckt, die vom 12. Dezember 2004 bis zum 22. März 2007 mit dem 8,2-m-Subaru-Teleskop am Mauna-Kea-Observatorium angefertigt wurden. Aus diesem Zeitraum konnten 19 weitere Saturnmonde nachgewiesen werden; die Entdeckung wurde am 7. Oktober 2019 bekannt gegeben, der Mond erhielt die vorläufige Bezeichnung S/2004 S 26. Am 10. August 2021 erhielt der Mond die endgültige Nummer LVIII.
Das Carnegie Institution for Science rief mit der Bekanntgabe der Entdeckung die Öffentlichkeit dazu auf, bis zum 6. Dezember 2019 Namensvorschläge für die insgesamt 20 neuentdeckten Monde einzusenden. Es sollten entsprechend der Gruppenzugehörigkeit der Monde Namen von Riesen aus der gallischen, der nordischen oder der Inuit-Mythologie  sein.
Der Beobachtungszeitraum von S/2004 S 26 erstreckt sich vom 12. Dezember 2004 bis zum 21. März 2007; es liegen insgesamt 21 Beobachtungen über einen Zeitraum von drei Jahren vor.

## Bahneigenschaften
S/2004 S 26 umkreist Saturn in vier Jahren und 166,7 Tagen auf einer leicht elliptischen, retrograden Umlaufbahn zwischen 22.287.318 km und 31.065.117 km Abstand zu dessen Zentrum. Die Bahnexzentrizität beträgt 0,165, die Bahn ist 171,4° gegenüber dem Äquator von Saturn geneigt.
Der Mond ist Bestandteil der sogenannten Nordischen Gruppe von Saturnmonden, die den Planeten mit Bahnneigungen zwischen 145,2° und 177,5° und Bahnexzentrizitäten zwischen 0,130 und 0,580 retrograd umrunden.

## Physikalische Eigenschaften
S/2004 S 26 besitzt einen Durchmesser von etwa 4 km. Die absolute Helligkeit des Mondes beträgt 15,8 m.